# Campus Helsingborg
Campus Helsingborg i Helsingborg, i Skåne i Sverige, blev oprettet i 2001 som filial af Lunds Universitet, efter at det havde vist sig, at en stor del af det nordvestlige Skånes indbyggere manglede en postgymnasial uddannelse. Lunds Tekniska Högskola (LTH) flyttede samme år også deres Ingenjörshögskolan til Campus Helsingborg.